# 折れ線グラフ
折れ線グラフ（おれせんグラフ、英: line chart, line graph）は、散布図の一種であり、プロットされた点を直線でつないだものをいう。線形補間をグラフにした物。なお、英語では最良あてはめ曲線を描いた散布図を一般に Line Chart または Line Graph と呼び、折れ線グラフはその特殊ケースと解釈される。

## 導入
例えば、ある物体の速度をいくつかの時点で計測したデータがあるとする。これを表で表すと次のようになる。
| 経過時間（秒） | 速度（m/s） |
| -------------- | ----------- |
| 0              | 0           |
| 1              | 3           |
| 2              | 7           |
| 3              | 12          |
| 4              | 20          |
| 5              | 30          |
| 6              | 45          |

表として視覚化すると正確な値がわかるという利点はあるが、それらの値が表している傾向やパターンを理解するのは難しい。そのような性質があるため、表によるデータ表現はデータが混合していても気づかないことが多い。
この表のデータから読み取れる傾向を理解するためにより助けとなる方法として、時間に対する速度をグラフに、それも折れ線グラフにする方法がある。この場合、「速度」と「時間」はそれぞれY軸とX軸に対応する。一般に、従属変数をY軸にし、独立変数をX軸にする。数学的には、時間を変数 {\displaystyle t}、速度を変数 {\displaystyle v} とすると、このグラフでプロットされる関数は {\displaystyle v(t)} で表され、{\displaystyle v}（従属変数）が {\displaystyle t} の関数であることを示している。

時間と速度のグラフ

## 概論
折れ線グラフは、データに基づいてプロットされた点と、それを隣同士で結ぶ直線とで描かれる。その際、つなぐ点は特定の順番でつなぐものであり、それは往々にして時間経過の順である。多くの場合、横軸に時間を取り、時間の経過にしたがって変化する数値の、その変化の様子をあらわすのに用いられる。
しかし、例えばある地点から別の地点までの間を順に見てゆく場合のある数値の値を示すなど、横軸が時間でない場合もある。
つまり、データそのものは個々の点であるが、その個々のデータに関して、特定の点と点との関係を互いに関係しているものと認め、それらの総体としてデータに順番が存在することを示すのが折れ線グラフである。

## 問題点
しかしこのような「最良適合」は、以下の理由から必ずしもデータの傾向を理想的に表しているとは限らない。
1. 最良適合曲線の不連続点が正確に測定ポイントと一致するということは、ほとんどあり得ない。
2. データにおける誤差を完全に無視できるとは言えず、最良適合曲線が常に測定ポイントを通ることは滅多にない。

真の最良適合曲線は（データにおける誤差を適切に考慮した）適当な誤差最小化技法を使ってパラメータを決定した連続な数学的関数で表されるべきである。
いずれにしても、最良適合曲線を描くことでデータの傾向が明らかとなる。さらにその曲線の勾配を測定するなどすれば、データからさらに多くの結論を導き出せる。